# Loveman's (Nashville)
Loveman, Berger & Teitelbaum, beter bekend als Loveman's, was een volwaardig warenhuis in Nashville, Tennessee. Het was oorspronkelijk gevestigd in 5th en Union Street in die stad. Familieleden van de oprichter van deze keten hebben Loveman's of Alabama en Loveman's in Chattanooga, Tennessee opgericht.

## Geschiedenis
De wortels van Loveman, Berger & Teitelbaum gaan terug naar 1862, toen vader Morris Loveman en zijn zoon David Loveman naar Nashville verhuisden. Morris opende een groothandel in gebruiksgoederen en fournituren in Cedar Street, terwijl David een productiebedrijf voor korsetten en hoepelrokken opzette aan 60 North College Street, net ten noorden van het City Square. Zowel de bedrijven van Morris als van David floreerden. Davids bedrijf breidde zich verder uit met een assortiment dat meer bood dan hoepelrokken, die uiteindelijk uit de mode raakten. Het bedrijf bood gebruiksgoederen aan en werd D. Loveman & Company. Met de komst van de partners Samuel W. Berger en Henry Teitelbaum in de jaren 1890, werd het een warenhuis en kreeg het de naam Loveman, Berger & Teitelbaum en de bijnaam "The Satisfactory Store".
Het bedrijf richtte rond 1900 zijn vlaggenschipwinkel op in Fifth and Union Streets in het centrum van Nashville. Het gebouw werd in 1961 verkocht en in 1966 afgebroken. In 1951 opende het een locatie in de buitenwijken op Harding Road en White Bridge Road, dat de nieuwe vlaggenschipwinkel werd. De laatste overgebleven winkel sloot in 1976 de deuren.